# BK Mladá Boleslav
BK Mladá Boleslav (celým názvem: Bruslařský klub Mladá Boleslav) je český klub ledního hokeje, který sídlí v Mladé Boleslavi ve Středočeském kraji. Založen byl v roce 1908. Svůj současný název nese od roku 2004. Od sezóny 2014/15 působí v Extralize, české nejvyšší soutěži ledního hokeje. Klubové barvy jsou zelená, bílá a černá. Poprvé se Boleslav dostala do extraligy v roce 2008. Dne 8. ledna 2019 se stal sportovním ředitelem odchovanec klubu  Radim Vrbata.
BK Mladá Boleslav své domácí zápasy odehrává v ŠKO-ENERGO Aréně s kapacitou 4 200 diváků.

## Historie

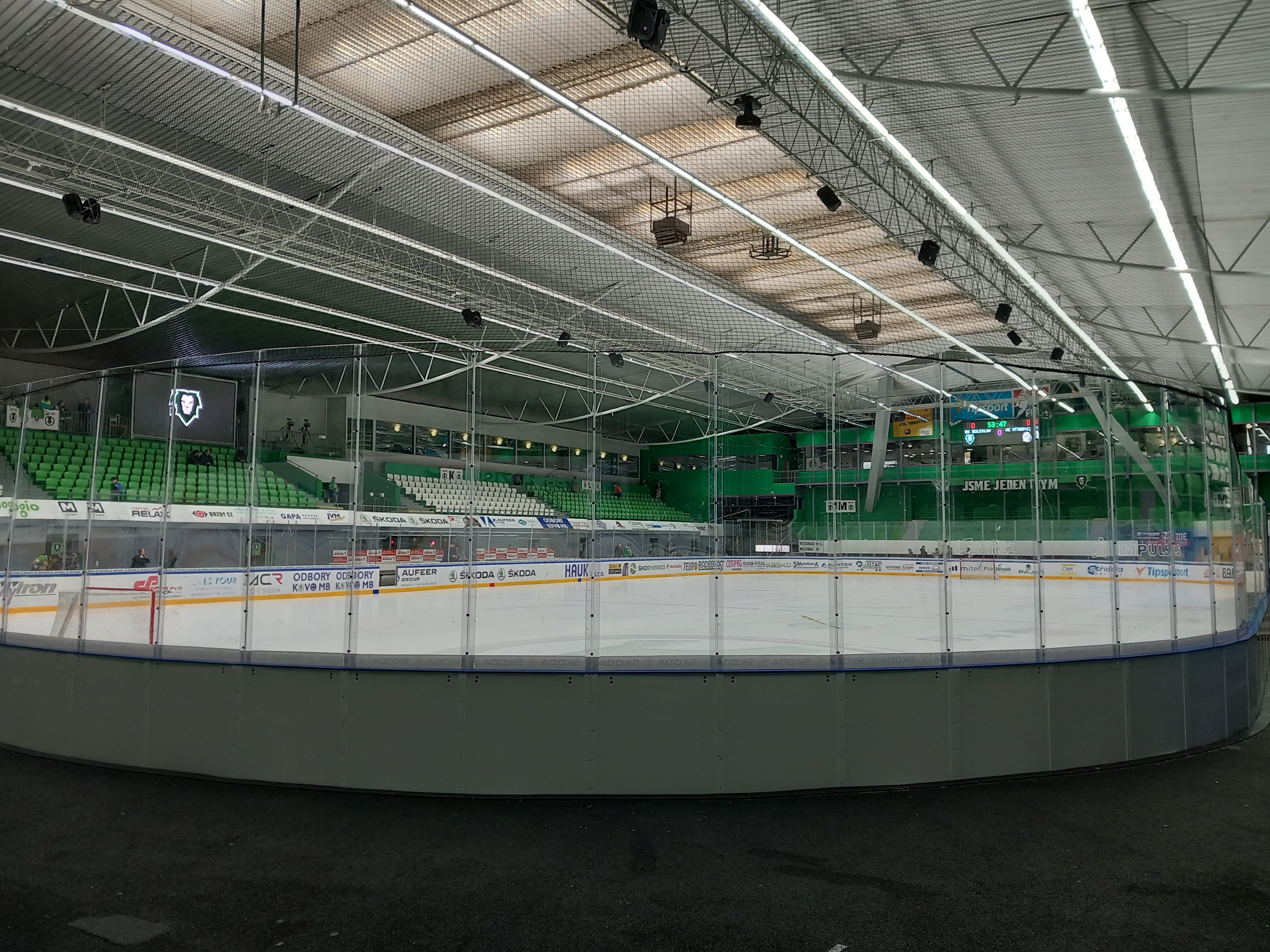
Interiér haly, únor 2023

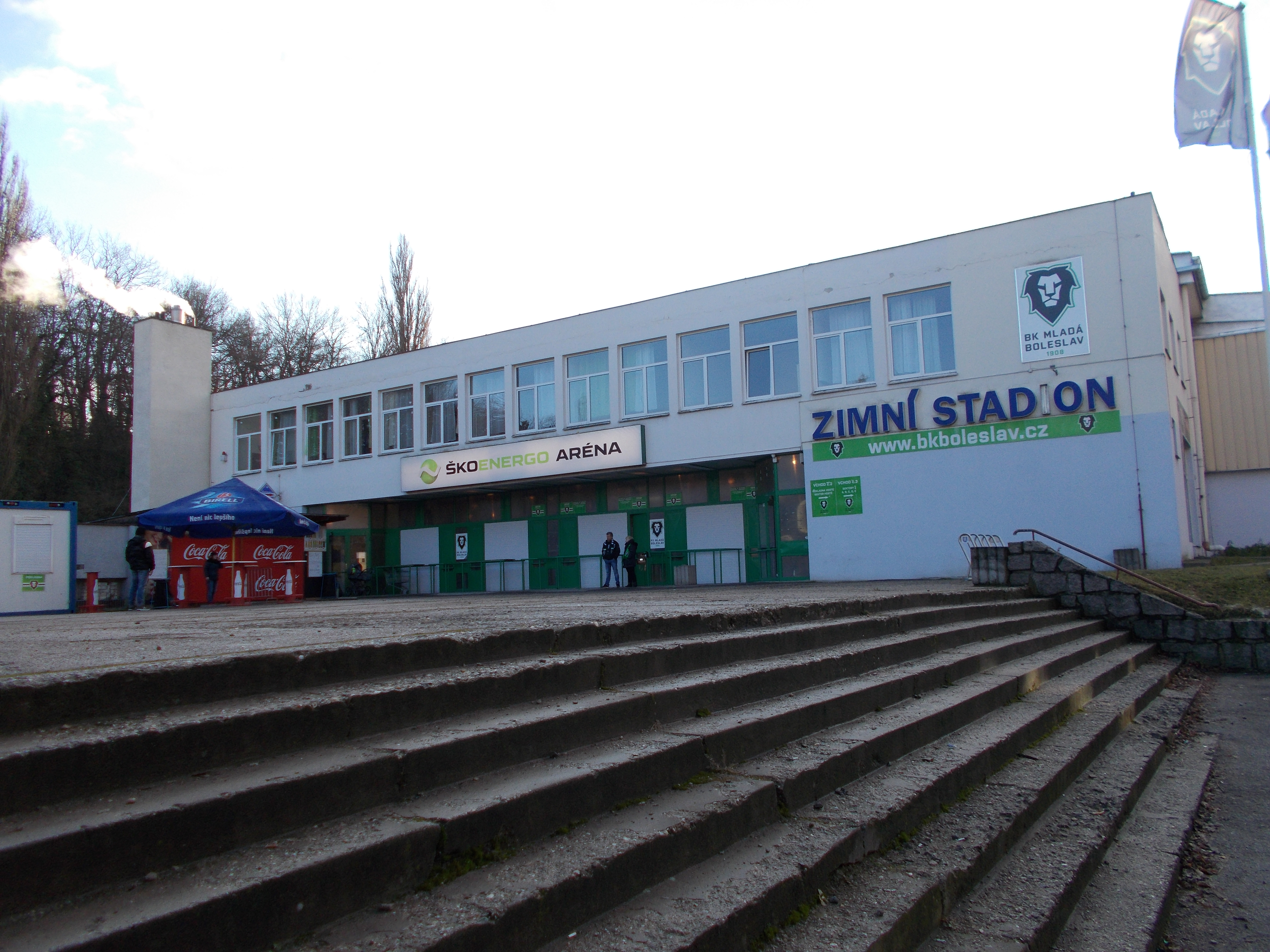
Škoenergo aréna

Předchůdcem byl Bruslařský a veslařský klub, založený již roku 1878 jako jeden z vůbec nejstarších sportovních kroužků na území dnešní České republiky. Hokejový oddíl byl zřízen v roce 1908 jakožto jeden ze zakládajících členů Českého svazu ledního hokeje. V letech 1936–1938 klub působil v nejvyšší hokejové soutěži ČSR, v níž obsadil nejdříve poslední 8. místo bez jediného bodu, pak se však zachránil v baráži vítězstvím 1:0 nad Slavií Praha. V následující sezóně, kdy byla liga rozšířena na 14 účastníků, skončil na 11. místě. 
Za německé okupace se liga hrála v omezeném počtu šesti účastníků mezi lety 1940 a 1944 bez Mladé Boleslavi. Po válce se v Boleslavi hrála střídavě druhá a třetí nejvyšší soutěž, systém ligových soutěží se v té době velmi často měnil, počet účastníků se rozšiřoval a zase zužoval. 
Klub dvakrát (v letech 1954 a 1969) neúspěšně v baráži bojoval o návrat do nejvyšší soutěže. Naopak roku 1959 sestoupil na jeden rok do oblastní soutěže, kterou vyhrál s plným počtem bodů. Sezónu 1972/73 odehrála Autoškoda Mladá Boleslav v Nymburce kvůli rekonstrukci a zastřešení zimního stadiónu a skončila sestupem. Další období ve 2. národní lize trvalo šest let (1973-1979). V 1. národní lize setrval po návratu až do roku 1993, kdy sestoupil.
Na začátku 90. let se úsilí činovníků klubu zaměřilo na samo zachování mladoboleslavského hokeje, neboť mu hrozil úplný zánik. Po roce 2000 se klub opět přihlásil o slovo, zkonsolidoval se, zprofesionalizoval a pod taktovkou trenéra Horešovského v roce 2002 vybojoval postup do 1. národní ligy, kde si v prvních sezónách nepočínal vůbec špatně. Z BK Mladá Boleslav se stala akciová společnost a vytyčila si za cíl postup do nejvyšší soutěže v horizontu několika let. V roce 2008, když klub oslavil 100. výročí, se postup do extraligy podařil.
V ní však na úspěch pouze čekal, neboť se mu nikdy nepovedlo odlepit se ode dna tabulky. Ve všech čtyřech ročnících skončil poslední a hájil svoji účast v baráži. Záchrana se povedla 3x, když Bruslaři v ročníku 2008/2009 smetli Ústí nad Labem 4:0 na zápasy, v roce 2009/2010 uhájili příslušnost proti Chomutovu stavem 4:1 na zápasy a v ročníku 2010/2011 přehráli opět Ústí nad Labem těsným poměrem 4:3. V ročníku 2011/2012 však podlehli v 7. utkání na svém ledě Pirátům Chomutov 2:4 a prohráli baráž 3:4 na zápasy. To znamenalo po 4 sezónách v nejvyšší soutěži sestup do 1. ligy.
Po sestupu byl vyměněn realizační tým, od ročníku 2012/2013 vedl mužstvo z pozice hlavního trenéra František Výborný. K němu se pak v závěru sezony jako asistent připojil Marian Jelínek. V baráži sezony 2012/2013 utekl Mladé Boleslavi postup o pouhý jeden bod. V následujícím ročníku 2013/2014 se již Boleslavi podařilo hladce postoupit zpět do nejvyšší soutěže.

## Historické názvy
Zdroj:
- 1908 – BK Mladá Boleslav (Bruslařský klub Mladá Boleslav)
- 1927 – Mladoboleslavský SK (Mladoboleslavský sportovní klub)
- 1939 – BK Mladá Boleslav (Bruslařský klub Mladá Boleslav)
- 1948 – Sokol BK Mladá Boleslav (Sokol Bruslařský klub Mladá Boleslav)
- 1950 – ZSJ AZNP Mladá Boleslav (Závodní sokolská jednota Automobilové závody národní podnik Mladá Boleslav)
- 1966 – TJ Auto Škoda Mladá Boleslav (Tělovýchovná jednota Auto Škoda Mladá Boleslav)
- 2000 – HC Mladá Boleslav (Hockey Club Mladá Boleslav)
- 2004 – BK Mladá Boleslav (Bruslařský klub Mladá Boleslav)

## Statistiky

### Přehled ligové účasti
Stručný přehled
Zdroj:
- 1936–1937: 1. liga (1. ligová úroveň v Československu)
- 1937–1938: 1. liga – sk. A (1. ligová úroveň v Československu)
- 1943–1944: Divize – sk. Sever (2. ligová úroveň v Protektorátu Čechy a Morava)
- 1945–1946: Divize – sk. Sever (2. ligová úroveň v Československu)
- 1946–1949: Východočeská divize – sk. B (2. ligová úroveň v Československu)
- 1949–1950: Oblastní soutěž – sk. D1 (2. ligová úroveň v Československu)
- 1950–1951: Oblastní soutěž – sk. E (2. ligová úroveň v Československu)
- 1951–1952: Středočeská I. třída – sk. A (2. ligová úroveň v Československu)
- 1952–1953: Středočeská I. A třída – sk. A (2. ligová úroveň v Československu)
- 1953–1954: Celostátní soutěž – sk. C (2. ligová úroveň v Československu)
- 1954–1955: Celostátní soutěž – sk. E (2. ligová úroveň v Československu)
- 1955–1956: Celostátní soutěž – sk. B (2. ligová úroveň v Československu)
- 1956–1957: 2. liga – sk. B (2. ligová úroveň v Československu)
- 1957–1959: 2. liga – sk. A (2. ligová úroveň v Československu)
- 1959–1960: Oblastní soutěž – sk. D (3. ligová úroveň v Československu)
- 1960–1963: 2. liga – sk. A (2. ligová úroveň v Československu)
- 1963–1968: 2. liga – sk. B (2. ligová úroveň v Československu)
- 1968–1969: 2. liga – sk. A (2. ligová úroveň v Československu)
- 1969–1973: 1. ČNHL – sk. A (2. ligová úroveň v Československu)
- 1973–1977: 2. ČNHL – sk. B (3. ligová úroveň v Československu)
- 1977–1979: 2. ČNHL – sk. C (3. ligová úroveň v Československu)
- 1979–1983: 1. ČNHL – sk. A (2. ligová úroveň v Československu)
- 1983–1993: 1. ČNHL (2. ligová úroveň v Československu)
- 1993–2001: 2. liga – sk. Západ (3. ligová úroveň v České republice)
- 2001–2002: 2. liga – sk. Střed (3. ligová úroveň v České republice)
- 2002–2008: 1. liga (2. ligová úroveň v České republice)
- 2008–2012: Extraliga (1. ligová úroveň v České republice)
- 2012–2014: 1. liga (2. ligová úroveň v České republice)
- 2014– : Extraliga (1. ligová úroveň v České republice)

Jednotlivé ročníky
Zdroj:
Legenda: červené podbarvení – sestup, zelené podbarvení – postup, fialové podbarvení – reorganizace, změna skupiny či soutěže
| Československo (1936–1938)             |                                |        |    |     |                                                                |          |                  |
| Ročník                                 | Soutěž                         | Úroveň | PK | ZČ  | Play-off                                                       | Cel. um. | Pozn.            |
| 1936/1937                              | 1. liga                        | 1.     | 8  | 8.  |                                                                | 8.       | Baráž            |
| 1937/1938                              | 1. liga – sk. A                | 1.     | 7  | 6.  |                                                                | 6.       | Reorganizace     |
| Protektorát Čechy a Morava (1939–1944) |                                |        |    |     |                                                                |          |                  |
| Ročník                                 | Soutěž                         | Úroveň | PK | ZČ  | Play-off                                                       | Cel. um. | Pozn.            |
| ...                                    |                                |        |    |     |                                                                |          |                  |
| 1943/1944                              | Divize – sk. Sever             | 2.     | 4  | 3.  |                                                                | 3.       |                  |
| Československo (1945–1993)             |                                |        |    |     |                                                                |          |                  |
| Ročník                                 | Soutěž                         | Úroveň | PK | ZČ  | Play-off                                                       | Cel. um. | Pozn.            |
| 1945/1946                              | Divize – sk. Sever             | 2.     | 6  | 6.  |                                                                | 6.       | Reorganizace     |
| 1946/1947                              | Východočeská divize – sk. B    | 2.     | 6  | 3.  |                                                                | 3.       |                  |
| 1947/1948                              | Východočeská divize – sk. B    | 2.     | 6  | –.  |                                                                | –.       | Soutěž nedohrána |
| 1948/1949                              | Východočeská divize – sk. B    | 2.     | 6  | 1.  | Čtvrtfinále (prohra 0:2 na zápasy s Sokol LTC Pardubice)       | 1.       | Reorganizace     |
| 1949/1950                              | Oblastní soutěž – sk. D1       | 2.     | 5  | 3.  |                                                                | 3.       | Změna skupiny    |
| 1950/1951                              | Oblastní soutěž – sk. E        | 2.     | 8  | 3.  | Olomoucký turnaj (2. místo; nepostup do finále)                | 3.       | Reorganizace     |
| 1951/1952                              | Středočeská I. třída – sk. A   | 2.     | 6  | 1.  | Finálová skupina (2. místo; nepostup do kvalifikace o 1. ligu) | 1.       | Reorganizace     |
| 1952/1953                              | Středočeská I. A třída – sk. A | 2.     | 6  | 1.  |                                                                | 1.       | Reorganizace     |
| 1953/1954                              | Celostátní soutěž – sk. C      | 2.     | 4  | 1.  | Finálová skupina (1. místo)                                    | 1.       | Baráž            |
| 1954/1955                              | Celostátní soutěž – sk. E      | 2.     | 4  | 2.  |                                                                | 2.       |                  |
| 1955/1956                              | Celostátní soutěž – sk. B      | 2.     | 6  | 5.  |                                                                | 5.       |                  |
| 1956/1957                              | 2. liga – sk. B                | 2.     | 6  | 5.  |                                                                | 5.       |                  |
| 1957/1958                              | 2. liga – sk. A                | 2.     | 9  | 8.  |                                                                | 8.       |                  |
| 1958/1959                              | 2. liga – sk. A                | 2.     | 12 | 10. |                                                                | 10.      | Sestup           |
| 1959/1960                              | Oblastní soutěž – sk. D        | 3.     | 6  | 1.  |                                                                | 1.       | Postup           |
| 1960/1961                              | 2. liga – sk. A                | 2.     | 12 | 5.  |                                                                | 5.       |                  |
| 1961/1962                              | 2. liga – sk. A                | 2.     | 12 | 3.  |                                                                | 3.       |                  |
| 1962/1963                              | 2. liga – sk. A                | 2.     | 12 | 4.  |                                                                | 4.       |                  |
| 1963/1964                              | 2. liga – sk. B                | 2.     | 8  | 3.  |                                                                | 3.       |                  |
| 1964/1965                              | 2. liga – sk. B                | 2.     | 8  | 3.  |                                                                | 3.       |                  |
| 1965/1966                              | 2. liga – sk. B                | 2.     | 8  | 5.  |                                                                | 5.       |                  |
| 1966/1967                              | 2. liga – sk. B                | 2.     | 8  | 5.  |                                                                | 5.       |                  |
| 1967/1968                              | 2. liga – sk. B                | 2.     | 8  | 5.  |                                                                | 5.       |                  |
| 1968/1969                              | 2. liga – sk. A                | 2.     | 16 | 2.  |                                                                | 2.       | Kvalifikace      |
| 1969/1970                              | 1. ČNHL – sk. A                | 2.     | 16 | 7.  |                                                                | 7.       |                  |
| 1970/1971                              | 1. ČNHL – sk. A                | 2.     | 16 | 8.  |                                                                | 8.       |                  |
| 1971/1972                              | 1. ČNHL – sk. A                | 2.     | 16 | 9.  |                                                                | 9.       |                  |
| 1972/1973                              | 1. ČNHL – sk. A                | 2.     | 16 | 12. |                                                                | 6.       | Sestup           |
| 1973/1974                              | 2. ČNHL – sk. B                | 3.     | 8  | 4.  |                                                                | 4.       |                  |
| 1974/1975                              | 2. ČNHL – sk. B                | 3.     | 8  | 3.  |                                                                | 3.       |                  |
| 1975/1976                              | 2. ČNHL – sk. B                | 3.     | 8  | 2.  |                                                                | 2.       |                  |
| 1976/1977                              | 2. ČNHL – sk. B                | 3.     | 8  | 7.  |                                                                | 7.       |                  |
| 1977/1978                              | 2. ČNHL – sk. C                | 3.     | 10 | 2.  |                                                                | 2.       |                  |
| 1978/1979                              | 2. ČNHL – sk. C                | 3.     | 9  | 2.  |                                                                | 2.       | Postup           |
| 1979/1980                              | 1. ČNHL – sk. A                | 2.     | 12 | 10. |                                                                | 10.      |                  |
| 1980/1981                              | 1. ČNHL – sk. B                | 2.     | 12 | 11. |                                                                | 10.      | sk. o udr.       |
| 1981/1982                              | 1. ČNHL – sk. B                | 2.     | 12 | 8.  |                                                                | 6.       | sk. o udr.       |
| 1982/1983                              | 1. ČNHL – sk. A                | 2.     | 12 | 5.  |                                                                | 5.       | Finále           |
| 1983/1984                              | 1. ČNHL                        | 2.     | 12 | 11. |                                                                | 11.      |                  |
| 1984/1985                              | 1. ČNHL                        | 2.     | 12 | 6.  |                                                                | 6.       |                  |
| 1985/1986                              | 1. ČNHL                        | 2.     | 12 | 8.  |                                                                | 8.       |                  |
| 1986/1987                              | 1. ČNHL                        | 2.     | 12 | 12. | Skupina o udržení (2. místo)                                   | 10.      |                  |
| 1987/1988                              | 1. ČNHL                        | 2.     | 12 | 11. | Skupina o udržení (2. místo)                                   | 10.      |                  |
| 1988/1989                              | 1. ČNHL                        | 2.     | 12 | 8.  | Čtvrtfinále (prohra 1:2 na zápasy s TJ DS Olomouc)             | 8.       |                  |
| 1989/1990                              | 1. ČNHL                        | 2.     | 12 | 10. |                                                                | 9.       | sk. o udr.       |
| 1990/1991                              | 1. ČNHL                        | 2.     | 14 | 10. |                                                                | 10.      | sk. o udr.       |
| 1991/1992                              | 1. ČNHL                        | 2.     | 14 | 11. |                                                                | 11.      | sk. o udr.       |
| 1992/1993                              | 1. ČNHL                        | 2.     | 14 | 14. |                                                                | 13.      | Kvalifikace      |
| Česko (1993 –)                         |                                |        |    |     |                                                                |          |                  |
| Ročník                                 | Soutěž                         | Úroveň | PK | ZČ  | Play-off                                                       | Cel. um. | Pozn.            |
| 1993/1994                              | 2. liga – sk. Západ            | 3.     | 16 | 3.  | Ne                                                             | 3.       |                  |
| 1994/1995                              | 2. liga – sk. Západ            | 3.     | 16 | 7.  | Ne                                                             | 7.       |                  |
| 1995/1996                              | 2. liga – sk. Západ            | 3.     | 16 | 9.  | Ne                                                             | 9.       |                  |
| 1996/1997                              | 2. liga – sk. Západ            | 3.     | 16 | 3.  | Semifinále (prohra 1:3 na branky s SK Agropodnik Znojmo)       | 2.       |                  |
| 1997/1998                              | 2. liga – sk. Západ            | 3.     | 16 | 2.  | Semifinále (prohra 3:4 na branky s HC Šumperk)                 | 2.       |                  |
| 1998/1999                              | 2. liga – sk. Západ            | 3.     | 18 | 5.  | Ne                                                             | 5.       |                  |
| 1999/2000                              | 2. liga – sk. Západ            | 3.     | 20 | 10. | Ne                                                             | 10.      |                  |
| 2000/2001                              | 2. liga – sk. Západ            | 3.     | 20 | 1.  | Semifinále (výhra 2:1 na zápasy nad TJ SC Kolín)               | 1.       | Baráž            |
| 2001/2002                              | 2. liga – sk. Střed            | 3.     | 12 | 1.  | Semifinále (výhra 2:0 na zápasy nad HC Žďár nad Sázavou)       | 1.       | Baráž            |
| 2002/2003                              | 1. liga                        | 2.     | 14 | 4.  | Čtvrtfinále (prohra 2:3 na zápasy s HC Prostějov)              | 5.       |                  |
| 2003/2004                              | 1. liga                        | 2.     | 14 | 8.  | Čtvrtfinále (prohra 0:3 na zápasy s HC Medvědi Beroun 1933)    | 8.       |                  |
| 2004/2005                              | 1. liga                        | 2.     | 14 | 4.  | Semifinále (prohra 1:3 na zápasy s HC Slovan Ústí nad Labem)   | 3.       |                  |
| 2005/2006                              | 1. liga                        | 2.     | 14 | 3.  | Finále (prohra 1:3 na zápasy s HC Slovan Ústí nad Labem)       | 2.       |                  |
| 2006/2007                              | 1. liga                        | 2.     | 14 | 3.  | Semifinále (prohra 0:3 na zápasy s HC Slovan Ústí nad Labem)   | 3.       |                  |
| 2007/2008                              | 1. liga – sk. Západ            | 2.     | 8  | 1.  | Finále (výhra 4:0 na zápasy nad KLH Chomutov)                  | 1.       | Baráž            |
| 2008/2009                              | Extraliga                      | 1.     | 14 | 14. | Ne                                                             | 14.      | Baráž            |
| 2009/2010                              | Extraliga                      | 1.     | 14 | 13. | Ne                                                             | 14.      | Baráž            |
| 2010/2011                              | Extraliga                      | 1.     | 14 | 14. | Ne                                                             | 14.      | Baráž            |
| 2011/2012                              | Extraliga                      | 1.     | 14 | 14. | Ne                                                             | 14.      | Baráž            |
| 2012/2013                              | 1. liga                        | 2.     | 14 | 1.  | Semifinále (výhra 4:2 na zápasy nad SK Horácká Slavia Třebíč)  | 1.       | Baráž            |
| 2013/2014                              | 1. liga                        | 2.     | 14 | 1.  | Semifinále (výhra 4:0 na zápasy nad SK Horácká Slavia Třebíč)  | 1.       | Baráž            |
| 2014/2015                              | Extraliga                      | 1.     | 14 | 10. | Čtvrtfinále (prohra 1:4 na zápasy s HC Oceláři Třinec)         | 8.       |                  |
| 2015/2016                              | Extraliga                      | 1.     | 14 | 6.  | Semifinále (prohra 0:4 na zápasy s Bílí Tygři Liberec)         | 4.       |                  |
| 2016/2017                              | Extraliga                      | 1.     | 14 | 10. | Předkolo (prohra 2:3 na zápasy s Piráti Chomutov)              | 10.      |                  |
| 2017/2018                              | Extraliga                      | 1.     | 14 | 12. | Ne                                                             | 11.      | sk. o udr.       |
| 2018/2019                              | Extraliga                      | 1.     | 14 | 8.  | Čtvrtfinále (prohra 1:4 na zápasy s Bílí Tygři Liberec)        | 8.       |                  |
| 2019/2020                              | Extraliga                      | 1.     | 14 | 4.  | play-off zrušeno kvůli pandemii covidu-19                      |          |                  |
| 2020/2021                              | Extraliga                      | 1.     | 14 | 3.  | Semifinále (prohra 3:4 na zápasy s HC Oceláři Třinec)          | 4.       |                  |
| 2021/2022                              | Extraliga                      | 1.     | 15 | 11. | Semifinále (prohra 0:4 na zápasy s HC Oceláři Třinec)          | 4.       |                  |
| 2022/2023                              | Extraliga                      | 1.     | 14 | 10. | Předkolo (prohra 1:3 na zápasy s HC Kometa Brno)               | 10.      |                  |
| 2023/2024                              | Extraliga                      | 1.     | 14 | 13. | Ne                                                             | 13.      |                  |
| 2024/2025                              | Extraliga                      | 1.     | 14 | 9.  | Čtvrtfinále (prohra 3:4 na zápasy s Mountfield HK)             | 7.       |                  |
| 2025/2026                              | Extraliga                      | 1.     | 14 |     |                                                                |          |                  |

### Přehled kapitánů a trenérů v jednotlivých sezónách
| Sezóna    | Soutěž              | Kapitán         | Trenéři | Soupiska |
| --------- | ------------------- | --------------- | --- | -------- |
| 1988/1989 | 1. ČNHL             |                 | Zdeněk Uher, Vladimír Švejda                                                                                              |          |
| 1989/1990 | 1. ČNHL             |                 | Richard Podrabský, Vladimír Švejda                                                                                        |          |
| 1990/1991 | 1. ČNHL             |                 | Luděk Škaloud, Petr Buben                                                                                                 |          |
| 1991/1992 | 1. ČNHL             |                 | Luděk Škaloud, Vladimír Lejsek                                                                                            |          |
| 1992/1993 | 1. ČNHL             |                 | Luděk Škaloud, Vladimír Lejsek                                                                                            |          |
| 1993/1994 | 2. liga – sk. Západ |                 | Luděk Škaloud, Vladimír Lejsek                                                                                            |          |
| 1994/1995 | 2. liga – sk. Západ |                 | Luděk Škaloud, Petr Buben                                                                                                 |          |
| 1995/1996 | 2. liga – sk. Západ |                 | Petr Buben, Milan Nevosad – Luděk Škaloud, Jiří Slabý                                                                     |          |
| 1996/1997 | 2. liga – sk. Západ |                 | Vladimír Švejda, Luděk Škaloud                                                                                            |          |
| 1997/1998 | 2. liga – sk. Západ |                 | Vladimír Švejda, Luděk Škaloud                                                                                            |          |
| 1998/1999 | 2. liga – sk. Západ |                 | Jindřich Kuba, Luděk Škaloud                                                                                              |          |
| 1999/2000 | 2. liga – sk. Západ | Tomáš Hyka      | Jindřich Setikovský, Vladimír Lejsek                                                                                      |          |
| 2000/2001 | 2. liga – sk. Západ | Ladislav Kolner | Petr Vrabec, Vladimír Lejsek                                                                                              |          |
| 2001/2002 | 2. liga – sk. Střed | Jiří Kročák     | Josef Horešovský |          |
| 2002/2003 | 1. liga             | Jiří Kročák     | Josef Horešovský, Jiří Kročák                                                                                             |          |
| 2003/2004 | 1. liga             | Lukáš Král      | Josef Horešovský, Jiří Kročák                                                                                             |          |
| 2004/2005 | 1. liga             | Marian Morava   | Miloslav Hořava, Petr Haken – Petr Kaňkovský, Petr Haken                                                                  |          |
| 2005/2006 | 1. liga             | David Pospíšil  | Jiří Látal, Petr Haken – Jan Neliba, Petr Haken                                                                           |          |
| 2006/2007 | 1. liga             | Richard Král    | Jan Neliba, Petr Haken – Jiří Režnar, Petr Haken                                                                          | Zde      |
| 2007/2008 | 1. liga – sk. Západ | Richard Král    | Jan Votruba, Petr Kaňkovský – Petr Kaňkovský, Leo Gudas                                                                   | Zde      |
| 2008/2009 | Extraliga           | Richard Král    | Jiří Šejba, Leo Gudas – Jaromír Šindel, Jiří Šejba, Leo Gudas                                                             | Zde      |
| 2009/2010 | Extraliga           | Richard Král    | Vladimír Čermák, Jiří Šejba – Jan Tlačil, Jiří Šejba                                                                      | Zde      |
| 2010/2011 | Extraliga           | Tomáš Divíšek   | Jan Tlačil, Leo Gudas – Miloš Holaň, Vladimír Hiadlovský později Vladimír Jeřábek, Vladimír Hiadlovský                    | Zde      |
| 2011/2012 | Extraliga           | David Výborný   | Vladimír Jeřábek, Vladimír Hiadlovský – Vladimír Hiadlovský, Milan Hnilička později Petr Novák, Vladimír Hiadlovský       | Zde      |
| 2012/2013 | 1. liga             | David Výborný   | František Výborný, Jiří Slabý, Marian Jelínek                                                                             | Zde      |
| 2013/2014 | 1. liga             | David Výborný   | František Výborný, Marian Jelínek                                                                                         | Zde      |
| 2014/2015 | Extraliga           | David Výborný   | František Výborný, Marian Jelínek                                                                                         | Zde      |
| 2015/2016 | Extraliga           | David Výborný   | František Výborný, Marian Jelínek                                                                                         | Zde      |
| 2016/2017 | Extraliga           | Jan Hanzlík     | František Výborný, Marian Jelínek, Boris Žabka                                                                            | Zde      |
| 2017/2018 | Extraliga           | Jan Hanzlík     | Patrik Augusta, Viktor Ujčík, Boris Žabka – Vladimír Kýhos, Viktor Ujčík, Boris Žabka                                     | Zde      |
| 2018/2019 | Extraliga           | Michal Vondrka  | Vladimír Kýhos, Vladimír Čermák, Boris Žabka později Miloslav Hořava, Radim Rulík, Pavel Patera                           | Zde      |
| 2019/2020 | Extraliga           | Michal Vondrka  | Radim Rulík, Pavel Patera, Radek Haas                                                                                     | Zde      |
| 2020/2021 | Extraliga           | Martin Ševc     | Radim Rulík, Pavel Patera, Radek Haas                                                                                     | Zde      |
| 2021/2022 | Extraliga           | Martin Ševc     | Radim Rulík, Pavel Patera, Petr Haken a Lukáš Mensator                                                                    | Zde      |
| 2022/2023 | Extraliga           | Jan Stránský    | Ladislav Čihák, Petr Haken, Lukáš Mensator později Jiří Kalous, Petr Haken, Václav Pletka a Lukáš Mensator                | Zde      |
| 2023/2024 | Extraliga           | Jan Stránský    | Jiří Kalous, Petr Haken, Václav Pletka a Lukáš Mensator později Richard Král, Václav Pletka, David Havíř a Lukáš Mensator | Zde      |
| 2024/2025 | Extraliga           | Adam Jánošík    | Richard Král, David Havíř a Martin Slánský                                                                                | Zde      |
| 2025/2026 | Extraliga           |                 | | Zde      |

### Nejlepší hráči podle sezon
| 1999/2000 |
| 2000/2001 |
| 2001/2002 |
| 2002/2003 |
| 2003/2004 |
| 2004/2005 |
| 2005/2006 |
| 2006/2007 |
| 2007/2008 |
| 2008/2009 |
| 2009/2010 |
| 2010/2011 |
| 2011/2012 |
| 2012/2013 |
| 2013/2014 |
| 2014/2015 |
| 2015/2016 |
| 2016/2017 |
| 2017/2018 |
| 2018/2019 |
| 2019/2020 |
| 2020/2021 |
| 2021/2022 |
| 2022/2023 |
| 2023/2024 |
| 2024/2025 |

| Tomáš Hyka      | 24 |
| Robert Beneš    | 28 |
| Jiří Kadlec     | 21 |
| Josef Slanec    | 18 |
| Pavel Metlička  | 20 |
| David Nedorost  | 18 |
| Jiří Kadlec     | 15 |
| Martin Paroulek | 16 |
| Tomáš Nouza     | 23 |
| Tomáš Nouza     | 13 |
| Richard Král    | 18 |
| Tomáš Divíšek   | 16 |
| Roman Tomas     | 21 |
| Tomáš Nouza     | 31 |
| Tomáš Nouza     | 34 |
| Tomáš Klimenta  | 14 |
| Tomáš Urban     | 17 |
| Tomáš Hyka      | 17 |
| Jakub Orsava    | 21 |
| Michal Vondrka  | 17 |
| Pavol Skalický  | 18 |
| David Šťastný   | 26 |
| Jakub Kotala    | 18 |
| Jan Stránský    | 11 |
| Róbert Lantoši  | 20 |
| Dominik Lakatoš | 15 |

| Tomáš Hyka       | 17 |
| Robert Beneš     | 25 |
| Lukáš Král       | 21 |
| Lukáš Král       | 18 |
| Michal Oliverius | 26 |
| Michal Oliverius | 24 |
| Jan Fadrný       | 17 |
| Richard Král     | 18 |
| Richard Král     | 23 |
| Richard Král     | 26 |
| Richard Král     | 21 |
| Boris Žabka      | 16 |
| David Výborný    | 22 |
| David Výborný    | 37 |
| David Výborný    | 42 |
| David Výborný    | 28 |
| Marek Trončinský | 25 |
| Tomáš Hyka       | 21 |
| Oldřich Kotvan   | 20 |
| Michal Vondrka   | 24 |
| Pavol Skalický   | 27 |
| David Šťastný    | 26 |
| Pavel Kousal     | 20 |
| Róbert Lantoši   | 20 |
| Róbert Lantoši   | 27 |
| Dominik Lakatoš  | 22 |

| Tomáš Hyka                  | 41 |
| Robert Beneš                | 53 |
| Jiří Kadlec                 | 40 |
| Lukáš Král                  | 32 |
| Michal Oliverius            | 32 |
| Tomáš Hradecký              | 40 |
| Jan Fadrný                  | 30 |
| Martin Paroulek             | 33 |
| Richard Král                | 42 |
| Richard Král                | 37 |
| Richard Král                | 39 |
| Tomáš Divíšek               | 29 |
| Jaroslav Balaštík           | 33 |
| Tomáš Nouza                 | 59 |
| Tomáš Klimenta              | 58 |
| Tomáš Klimenta              | 40 |
| Tomáš Urban                 | 33 |
| Tomáš Hyka                  | 38 |
| Jakub Orsava a Jakub Klepiš | 32 |
| Michal Vondrka              | 41 |
| Pavol Skalický              | 45 |
| David Šťastný               | 52 |
| Pavel Kousal                | 35 |
| Róbert Lantoši              | 27 |
| Róbert Lantoši              | 47 |
| Dominik Lakatoš             | 37 |

| David Hart                      | 98  |
| Marian Meňhart                  | 85  |
| Tomáš Trachta                   | 84  |
| Pavel Táborský                  | 62  |
| Zdeněk Žák                      | 60  |
| Marian Morava                   | 161 |
| Jan Fadrný                      | 64  |
| Richard Bauer                   | 145 |
| Václav Drábek                   | 73  |
| Denis Kazionov                  | 95  |
| Tomáš Frolo                     | 113 |
| Boris Žabka                     | 121 |
| Boris Žabka                     | 90  |
| Lukáš Bohunický                 | 75  |
| Lukáš Bohunický                 | 113 |
| Boris Žabka                     | 70  |
| Jiří Kučný                      | 66  |
| David Štich                     | 102 |
| Jakub Orsava                    | 83  |
| David Němeček                   | 73  |
| Martin Ševc                     | 56  |
| Martin Ševc                     | 110 |
| Martin Pláněk                   | 53  |
| David Štich                     | 48  |
| Róbert Lantoši a Matti Järvinen | 28  |
| Dominik Lakatoš                 | 97  |

## Slavní odchovanci
- Jiří Hrdina
- David Výborný
- Václav Pletka
- Radim Vrbata
- Jan Hanzlík
- Marek Schwarz
- Vojtěch Mozík
- Tomáš Hyka

## Osobnosti boleslavského hokeje
- Richard Král
- Lukáš Pabiška
- Tomáš Nouza
- Radan Lenc
- Tomáš Hyka
- Radim Vrbata
- Marek Schwarz
- David Výborný
- František Výborný
- Jan Hanzlík
- Michal Valent

## Účast v mezinárodních pohárech
Zdroj:
Legenda: SP – Spenglerův pohár, EHP – Evropský hokejový pohár, EHL – Evropská hokejová liga, SSix – Super six, IIHFSup – IIHF Superpohár, VC – Victoria Cup, HLMI – Hokejová liga mistrů IIHF, ET – European Trophy, HLM – Hokejová Liga mistrů, KP – Kontinentální pohár
- HLM 2016/2017 – Základní skupina L (3. místo)
- HLM 2021/2022 – Základní skupina B (4. místo)